# 伊丽莎白·伯格纳
伊丽莎白·伯格纳（Elisabeth Bergner 1897年8月22日—1986年5月12日）是一名奥地利-猶太裔英国女演员，最初以出演舞台剧出名，移民英国后开始出演电影。她的成名角色是《永不我棄》（Escape Me Never）中的杰玛·琼斯（Gemma Jones）。《永不我棄》的戏剧剧本就是玛格丽特·肯尼迪为她所写。剧本改编成电影后，仍由伯格纳出演该角色，并因此获奥斯卡最佳女主角奖提名。

## 生平
她出生于奥匈帝国德罗霍贝奇的一个犹太家庭，14岁登台演出，16岁时随一个莎士比亚剧团在奥地利和德国巡回演出。此外，她也当过雕刻家威廉·勒姆布吕克的模特。
1923年，她出演电影处女作《Der Evangelimann》。纳粹当政后，她随导演保罗·钦纳移居英国，并在1933年与钦纳结婚。J·M·巴里的最后一部作品《男孩大卫》（1936）是专门为她而写的。玛格丽特·肯尼迪也为她创作了《永不我棄》。
她在1954年一度返回德国，1973年凭借《步行者》（Der Fußgänger）电影再度获奥斯卡提名。1980年，奥地利政府授予她科學和藝術榮譽勳章。她晚年在伦敦定居，88岁时因癌症去世。